# 동국세시기
『동국세시기(東國歲時記)』는 헌종 때의 학자 홍석모가 한국의 열두 달 행사와 그 풍속을 설명한 책이다. 모두 22항목으로 되어 한국 민속의 유래를 고증을 통해 자세하게 밝혀 놓고 있다. 조선의 홍석모가 썼고 1849년(헌종 15년) 만들어졌다고 한다.